# K-Wagen
El Großkampfwagen o "K-Wagen" (una abreviación de G.K.-Wagen) fue un tanque superpesado del Imperio alemán. Al término de la Primera Guerra Mundial, se completó un ejemplar ("Ribe") y otro quedó inconcluso. 

## Historia
En junio de 1917, antes de que los primeros tanques Sturmpanzerwagen A7V fuesen completados, el Ministerio de Guerra del Imperio alemán ordenó el desarrollo de un nuevo tanque superpesado con en fin de ser utilizado en brechas ofensivas. El diseño se llevó a cabo por Joseph Vollmer, un Capitán de reserva e ingeniero que trabajaba para el Verkehrstechnische Prüfungskommission ("Comité de Examinadores de Tecnologías de Transporte" del ejército), junto con un Capitán que se apellidaba Weger.
El 28 de junio de 1917, el Ministerio de Guerra aprobó el proyecto de diseño y ordenó 10 ejemplares, 5 de los cuales serían construidos por Riebe, una fábrica de rodamientos con sede en Berlín y los otros 5 por Wegmann & Co. con sede en Kassel.
El vehículo originalmente pesaba 165 toneladas pero su peso fue reducido a 120 toneladas al reducir su longitud. Su gran tamaño y masa hicieron que este fuese imposible de transportar, así que se decidió que se dividiría en secciones para ser transportado por vía férrea, para posteriormente ser reensamblado en la retaguardia del frente donde sería utilizado.
Dos prototipos fueron construidos a petición de Hindenburg, de los cuales solo uno fue completado al término de la guerra.

## Descripción

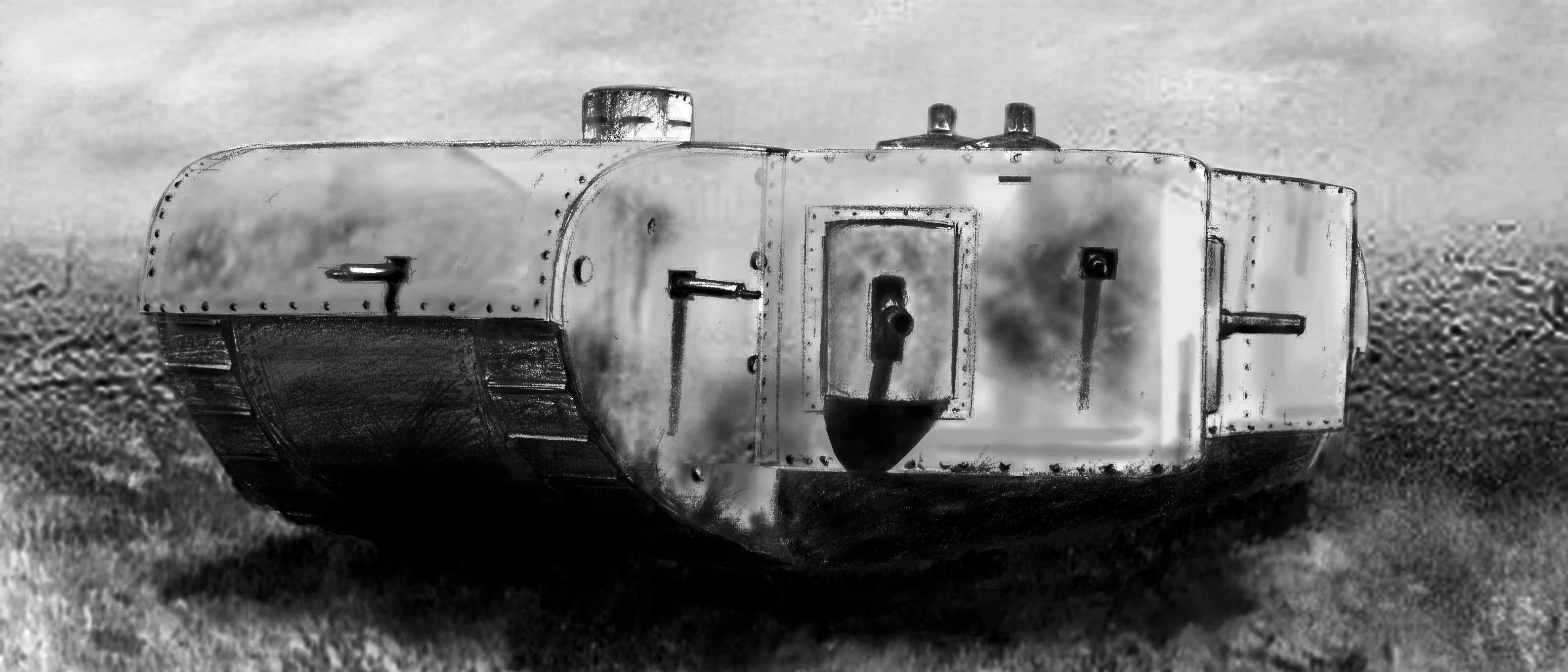
Dibujo de un K-Wagen.

El chasis del K-Wagen consistía de seis módulos que podían ser transportados por vía férrea: la sala de control, la sala de combate, la sala de motores, la sala de la transmisión y las dos plataformas de armamento. El comandante daría las órdenes a la tripulación a través de señales transmitidas por luces: el control de fuego era comparable al de un destructor. Los conductores maniobrarían a ciegas, guiados por las direcciones dadas por el comandante.
El K-Wagen estaba armado con cuatro cañones de 77 mm y siete ametralladoras MG08 y constaba de una tripulación de 27: un comandante, dos conductores, un señalizador, un oficial de artillería, doce artilleros, ocho ametralladores y dos mecánicos. Al comienzo del proyecto se evaluó la incorporación de lanzallamas pero luego se desechó la idea.
El K-Wagen nunca vio uso, ya que debido a las condiciones del Armisticio se le prohibió a Alemania la posesión de tanques. Uno de los tanques, "Ribe", fue completado al término de la guerra pero nunca vio acción, ya que nunca salió de la fábrica y fue desguazado en presencia de la Comisión Inter-Aliada de Control Militar.